# Championnat du monde de tandem
Le Championnat du monde de tandem est le championnat du monde de la course de tandem organisé annuellement par l'UCI dans le cadre des Championnats du monde de cyclisme sur piste.

## Historique
La Tchécoslovaquie a gagné 9 fois le titre et la France 7 fois.

## Les podiums du championnat du monde de tandem (1966-1994)
| Édition | Or                                                  | Argent                                                 | Bronze                                                 |
| ------- | --------------------------------------------------- | ------------------------------------------------------ | ------------------------------------------------------ |
| 1966    | France Pierre Trentin Daniel Morelon                | Allemagne de l'Ouest Klaus Kobusch Martin Stenzel      | Italie Walter Gorini Giordano Turrini                  |
| 1967    | Italie Bruno Gonzato Dino Verzini                   | France Pierre Trentin Daniel Morelon                   | Belgique Daniel Goens Robert Van Lancker               |
| 1968    | Italie Giordano Turrini Walter Gorini               | Belgique Daniel Goens Robert Van Lancker               | Japon Sanji Inoue Hideo Madarame                       |
| 1969    | Allemagne de l'Est Hans-Jürgen Geschke Werner Otto  | Allemagne de l'Ouest Jürgen Barth Rainer Muller        | France Pierre Trentin Daniel Morelon                   |
| 1970    | Allemagne de l'Ouest Jürgen Barth Rainer Muller     | Allemagne de l'Est Hans-Jürgen Geschke Werner Otto     | France Gérard Quintyn Daniel Morelon                   |
| 1971    | Allemagne de l'Est Hans-Jürgen Geschke Werner Otto  | Allemagne de l'Ouest Jürgen Barth Rainer Muller        | France Pierre Trentin Daniel Morelon                   |
| 1972    | Non-disputé                                         | Non-disputé                                            | Non-disputé                                            |
| 1973    | Tchécoslovaquie Vladimír Vačkář Miroslav Vymazal    | Union soviétique Viktor Kopylov Vladimir Semenets      | Allemagne de l'Est Hans-Jürgen Geschke Werner Otto     |
| 1974    | Tchécoslovaquie Vladimír Vačkář Miroslav Vymazal    | Union soviétique Viktor Kopylov Vladimir Semenets      | Pologne Benedykt Kocot Andrzej Bek                     |
| 1975    | Pologne Benedykt Kocot Janusz Kotlinski             | Tchécoslovaquie Vladimír Vačkář Miroslav Vymazal       | Union soviétique Anatoly Iablunowsky Sergei Komelkov   |
| 1976    | Pologne Benedykt Kocot Janusz Kotlinski             | Tchécoslovaquie Ivan Kučírek Milos Jelinek             | Union soviétique Anatoly Iablunowsky Vladimir Semenets |
| 1977    | Tchécoslovaquie Vladimír Vačkář Miroslav Vymazal    | Union soviétique Vladimir Semenets Aleksander Voronine | Allemagne de l'Ouest Horst Gewiss Wolfgang Schäffer    |
| 1978    | Tchécoslovaquie Vladimír Vačkář Miroslav Vymazal    | États-Unis Jerry Ash Leigh Barczewski                  | Pays-Bas Sjaak Pieters Laurens Veldt                   |
| 1979    | France Yavé Cahard Franck Depine                    | Allemagne de l'Ouest Dieter Giebken Fredy Schmidtke    | Tchécoslovaquie Vladimír Vačkář Miroslav Vymazal       |
| 1980    | Tchécoslovaquie Ivan Kučírek Pavel Martínek         | France Yvon Cloarec Franck Depine                      | Italie Giorgio Rossi Floriano Finamore                 |
| 1981    | Tchécoslovaquie Ivan Kučírek Pavel Martínek         | Allemagne de l'Ouest Dieter Giebken Fredy Schmidtke    | Pologne Ryszard Konkolewski Zbigniew Piątek            |
| 1982    | Tchécoslovaquie Ivan Kučírek Pavel Martínek         | Allemagne de l'Ouest Dieter Giebken Fredy Schmidtke    | Pays-Bas Sjaak Pieters Tom Vrolijk                     |
| 1983    | France Philippe Vernet Franck Depine                | Tchécoslovaquie Ivan Kučírek Pavel Martínek            | Allemagne de l'Ouest Dieter Giebken Fredy Schmidtke,   |
| 1984    | Allemagne de l'Ouest Franck Weber Hans-Jürgen Greil | France Philippe Vernet Franck Depine                   | Italie Vincenzo Cecci Gabriele Sella                   |
| 1985    | Tchécoslovaquie Vítězslav Vobořil Roman Rehounek    | États-Unis Nelson Vails Leslie Barczewski              | Allemagne de l'Ouest Sascha Wallscheid Franck Weber    |
| 1986    | Tchécoslovaquie Vítězslav Vobořil Roman Rehounek    | États-Unis Kit Kyle David Lindsey                      | Italie Andrea Faccini Roberto Nicotti                  |
| 1987    | France Fabrice Colas Frédéric Magné                 | Italie Andrea Faccini Roberto Nicotti                  | Tchécoslovaquie Vítězslav Vobořil Lubomir Hargas       |
| 1988    | France Fabrice Colas Frédéric Magné                 | Allemagne de l'Ouest Hans-Jürgen Greil Uwe Butchmann   | Tchécoslovaquie Jiri Iliek Lubomir Hargas              |
| 1989    | France Fabrice Colas Frédéric Magné                 | Tchécoslovaquie Jiri Iliek Lubomir Hargas              | Italie Andrea Faccini Federico Paris                   |
| 1990    | Italie Gianluca Capitano Federico Paris             | Japon Norihira Inamura Masaru Saito                    | Allemagne de l'Ouest Uwe Butchmann Markus Nagel        |
| 1991    | Allemagne Emanuel Raasch Eyk Pokorny                | Tchécoslovaquie Lubomir Hargas Pavel Buráň             | France Frédéric Lancien Denis Lemyre                   |
| 1992    | Italie Gianluca Capitano Federico Paris             | Tchécoslovaquie Lubomir Hargas Pavel Buráň             | Australie Anthony Peden David Dew                      |
| 1993    | Italie Federico Paris Roberto Chiappa               | Australie Stephen Pate Dany Day                        | Tchéquie Arnost Dromanek Lubomir Hargas                |
| 1994    | France Fabrice Colas Frédéric Magné                 | Allemagne Emanuel Raasch Jens Glücklich                | Italie Federico Paris Roberto Chiappa                  |

## Bilan
| Rang | Coureur             | Pays               | Médaille d'or, Coupe du Monde | Médaille d'argent, Coupe du Monde | Médaille de bronze, Coupe du Monde | Total |
| ---- | ------------------- | ------------------ | ----------------------------- | --------------------------------- | ---------------------------------- | ----- |
| 1    | Vladimír Vačkář     | Tchécoslovaquie    | 4                             | 1                                 | 1                                  | 6     |
| -    | Miroslav Vymazal    | Tchécoslovaquie    | 4                             | 1                                 | 1                                  | 6     |
| 3    | Fabrice Colas       | France             | 4                             | 0                                 | 0                                  | 4     |
| -    | Frédéric Magné      | France             | 4                             | 0                                 | 0                                  | 4     |
| 5    | Ivan Kučírek        | Tchécoslovaquie    | 3                             | 2                                 | 0                                  | 5     |
| 6    | Pavel Martínek      | Tchécoslovaquie    | 3                             | 1                                 | 0                                  | 4     |
| 7    | Federico Paris      | Italie             | 3                             | 0                                 | 2                                  | 5     |
| 8    | Hans-Jürgen Geschke | Allemagne de l'Est | 2                             | 1                                 | 1                                  | 4     |
| -    | Werner Otto         | Allemagne de l'Est | 2                             | 1                                 | 1                                  | 4     |

| Rang | Pays               | Médaille d'or, Coupe du Monde | Médaille d'argent, Coupe du Monde | Médaille de bronze, Coupe du Monde | Total |
| ---- | ------------------ | ----------------------------- | --------------------------------- | ---------------------------------- | ----- |
| 1    | Tchécoslovaquie    | 9                             | 6                                 | 3                                  | 18    |
| 2    | France             | 7                             | 3                                 | 4                                  | 14    |
| 3    | Italie             | 5                             | 1                                 | 6                                  | 12    |
| 4    | Allemagne          | 3                             | 8                                 | 3                                  | 14    |
| 5    | Allemagne de l'Est | 2                             | 1                                 | 1                                  | 4     |
| 6    | Pologne            | 1                             | 0                                 | 2                                  | 3     |
| 7    | Union soviétique   | 0                             | 3                                 | 2                                  | 5     |
| 8    | États-Unis         | 0                             | 3                                 | 0                                  | 3     |
| 9    | Australie          | 0                             | 1                                 | 1                                  | 2     |
| -    | Belgique           | 0                             | 1                                 | 1                                  | 2     |
| -    | Japon              | 0                             | 1                                 | 1                                  | 2     |
| 12   | Pays-Bas           | 0                             | 0                                 | 2                                  | 2     |
| 13   | Tchéquie           | 0                             | 0                                 | 1                                  | 1     |